# Xanthorhoe heliacaria
Xanthorhoe heliacaria là một loài bướm đêm trong họ Geometridae.